# 托尔基亚拉
托尔基亚拉（義大利語：Torchiara），是意大利萨莱诺省的一个市镇。总面积8平方公里，人口1787人，人口密度223.4人/平方公里（2009年）。ISTAT代码为065147。